# 2枚きっぷ・4枚きっぷ
2枚きっぷ（2まいきっぷ）は、九州旅客鉄道（JR九州）が設定している回数券タイプの特別企画乗車券である。4枚きっぷ（4まいきっぷ）等、過去に発売されていた同様のきっぷについても併せて記す。

## 概要
2001年（平成13年）10月1日から従来の往復割引きっぷや特急回数券に代わる形で、2枚1組の「2枚きっぷ」と、4枚1組で割引率がより高い「4枚きっぷ」が発売開始された。JR九州内の乗車券と特急券を1枚にまとめた券片を所定枚数分セットにした回数券で、乗車距離・時間の長短により指定席用と自由席用がある。また、快速列車や普通列車が主な都市間移動になっている区間は乗車券のみで発売されている。回数券方式であるため往復乗車券方式とは異なり複数人や片方向のみでの使用も可能である。このきっぷの発売により、指定席・自由席・グリーン往復割引、「九州ファミリーきっぷ」など、JR九州内完結で鉄道利用のみの往復割引きっぷと、10枚綴りの指定席・自由席回数券が廃止された。
2011年（平成23年）の九州新幹線鹿児島ルート全線開業の際にJR九州インターネット列車予約がリニューアルを行ったのを機に商品の見直しが始まり、2018年（平成30年）5月31日付けで「4枚きっぷ」の発売が終了となった。その後、2021年（令和3年）3月31日発売分をもって「九州新幹線2枚きっぷ」「九州新幹線日帰り2枚きっぷ」の設定全区間、および在来線の「2枚きっぷ」で当時設定されていた全51区間のうち31区間が発売終了となり、さらに同年7月31日発売分をもって宮崎・鹿児島地区に設定されていた「2枚きっぷ」3区間が発売終了となった。また、2022年9月23日の西九州新幹線開業に伴い、福岡市内と長崎都市圏方面との間に設定されていた「2枚きっぷ」2区間が発売終了となった。2023年現在は「2枚きっぷ」15区間が設定されている。

## 種類
2枚きっぷ（指定席）
乗車券と指定席特急券がセットになった回数券。
以下の設定がある。
- 福岡市内 - 佐世保駅
- 福岡市内 - ハウステンボス駅
- 福岡市内 - 別府駅・大分駅
- 福岡市内 - 臼杵駅・津久見駅
- 福岡市内 - 佐伯駅
- 北九州市内 - 別府駅・大分駅
- 博多駅 - 肥前鹿島駅

2003年春からピーク期に普通車指定席に乗車する場合は指定料金券が必要となった。
2枚きっぷ（自由席）
乗車券と普通車自由席特急券がセットになった回数券。
以下の設定がある。
- 博多駅 - 門司港駅
- 博多駅 - 小倉駅
- 博多駅 - 佐賀駅
- 博多駅 - 江北駅
- 博多駅 - 行橋駅

乗車前に指定料金券を購入すれば指定席に乗車できる。ただし、九州新幹線は特急券を購入しても利用できない。
2枚きっぷ（乗車券）
乗車券のみの回数券で基本的に快速・普通列車の自由席のみ乗車可。
以下の設定がある。
- 長崎駅 - 佐世保駅
- 西唐津駅・唐津駅 - 天神駅・博多駅・東比恵駅・箱崎宮前駅・櫛田神社前駅
- 西唐津駅・唐津駅 - 福岡空港駅・貝塚駅・桜坂駅

特急券を購入することで特急列車にも乗車できる。西九州新幹線の長崎駅 - 諫早駅も同様に乗車すできるであるが、諫早駅 - 新大村駅は別線扱いのため乗車不可。分岐駅通過の特例は適用可能なため、別途特急券を購入していれば浦上駅などから長崎駅を経由して西九州新幹線に乗車することができる。

## 発売箇所・利用条件等
設定区間両端の地区のJRの駅と主な旅行会社で発売する。特急券を扱う自動券売機でも購入可能。小人用は半額。
各商品に共通の利用条件は以下の通りである。
- 有効期間は1か月。
- 特急列車の乗り継ぎ利用ができる（直通の特急列車がある区間も含む）。
- グリーン料金券を購入することでグリーン車に乗車できる。
- 選択乗車の制度がある区間では選択乗車が可能[注 6] 。
- 小倉駅 - 博多駅間の山陽新幹線には乗車できない。また、乗車券部分も無効。
- 途中下車はできない。下車した場合は、その駅できっぷを回収される（下車前途無効）。
- JR他社線のきっぷ等との連続利用は不可。
- 未使用の券片については、有効期間内に限り、発売額から「手数料」[注 7]を差し引いた金額（最低払戻額：大人100円、小人50円）を払い戻すことができる[6][7]。

## 派生商品
JR九州が過去に発売していた「2枚きっぷ」と同様の趣旨の回数券類および、その他特急利用の回数券類を以下に挙げる。
4枚きっぷ（指定席）・4枚きっぷ（自由席）・4枚きっぷ（乗車券）
4枚つづりのきっぷで、有効期間は2か月間。利用条件は有効期間を除いてそれぞれ「2枚きっぷ（指定席）」・「2枚きっぷ（自由席）」・「2枚きっぷ（乗車券）」の条件に対応していた。「2枚きっぷ」よりも1枚あたりの割引率が大きかった。「2枚きっぷ」の設定はあるが「4枚きっぷ」の設定がないという区間があり、「2枚きっぷ」と比べて設定区間は限られていた。
2018年5月31日をもって発売終了となった。
新幹線つばめ2枚きっぷ（指定席）・新幹線つばめ2枚きっぷ（自由席）
「2枚きっぷ」と同様に2枚つづりのきっぷで、有効期間は1か月間。区間に九州新幹線を含む場合にこのきっぷとなる。利用条件はそれぞれ「2枚きっぷ（指定席）」・「2枚きっぷ（自由席）」の条件に対応していた。「新幹線つばめ2枚きっぷ（指定席）」は在来線を含む区間で発売され、「新幹線つばめ2枚きっぷ（自由席）」は新幹線区間のみで発売された。
2011年3月12日に九州新幹線が全線開業したことに伴い、発売終了。
限定つばめ週末2枚きっぷ
「新幹線つばめ2枚きっぷ」と同様に2枚つづりのきっぷで、有効期間は1か月間。
設定区間は、北九州市内・福岡市内・熊本 - 鹿児島中央の3区間で、発売額はいずれの区間も10,000円。
利用可能期間と乗車可能な列車が制限されていた。乗車日当日の発売はされなかった。
- 購入の際に2枚とも座席の指定を受けなければならない。自由席の利用はできず、満席の場合は発売されない。
- 対象列車以外には乗車できない（乗車券部分も無効）。また対象列車であっても指定を受けた列車以外に乗車した場合は特急料金が必要であった。
- 北九州市内 - 博多間は特急列車の自由席利用となる。

2011年3月12日に九州新幹線が全線開業したことに伴い、発売終了。
ナイスゴーイング2枚きっぷ
JR九州が発行していた若者向け割引カード「ナイスゴーイングカード」の会員のみが対象の2枚きっぷ。
20枚きっぷ
乗車券と特急券がセットになった20枚綴りの回数券。JR発足20周年記念として2007年1月10日から同年7月16日までの期間限定（利用期間は同年10月15日まで）で発売し、2008年1月15日から同年12月31日までの期間限定（利用期間は2009年3月30日まで）で再度発売されていた。
発売額はいずれの区間も、同区間の「4枚きっぷ」5冊分もしくは「2枚きっぷ」・「新幹線つばめ2枚きっぷ」10冊分と同じであるため、価格では安くならないが、グリーン席に乗車できる「グリーン席引換券」が5枚付属する。有効期間は3か月。
設定区間両端の地区のJR九州の駅・主な旅行会社で発売されていた。
- 普通車指定席利用時のピーク期における制限は、「2枚きっぷ（指定席）」・「新幹線つばめ2枚きっぷ（指定席）」と同じである。
- ピーク期はグリーン席引換券の利用ができない。
- グリーン席引換券でDXグリーン席・グリーン個室は利用できない。
- グリーン席引換券は「20枚きっぷ」と同時に使用するときのみ利用可能。

10枚きっぷ（指定席）・10枚きっぷ（自由席）
2009年5月8日から2016年3月31日まで発売された、乗車券と在来線特急券がセットになった10枚綴りの回数券。博多駅と九州各地の主要駅を結ぶ区間に設定された。
それぞれ指定席タイプと自由席タイプであり、基本的な取扱いは「4枚きっぷ」などと同様。
有効期間は3か月。指定席タイプの場合、乗車前に別途座席指定が必要。新幹線には乗車できない。

10枚きっぷグリーン
2009年5月8日から2012年3月31日まで発売された乗車券と特急券・グリーン券がセットになった10枚綴りの期間限定回数券。「10枚きっぷ」のグリーン車版。
ピーク時であっても追加料金無しに座席指定及び普通車指定席が利用できた。つばめ型車両の「DXグリーン」「グリーン個室」は使用不可。有効期限は3か月。
ビックリつばめ2枚きっぷ
九州新幹線全線開通後、在来線特急と比べて新幹線の料金が値上がりしたことにより、博多駅 - 熊本駅間については各駅停車の「つばめ」の利用が当時伸び悩んでいたことから、利用喚起のために 発売されていた。同区間で「つばめ」の普通車指定席にのみ乗車できる2枚つづりの回数券。
アミュプラザ博多などで利用できる商品券がセットになっている。商品券の金額は発売時は1,500円であったが、2013年4月1日利用分から1,000円に減額され、実質値上げされる形となった。
有効期間は1日で、前日までに有効日2券片分の「つばめ」指定席が確保できた場合のみ発売される。指定された「つばめ」の指定席以外の「つばめ」の自由席への乗車には別途自由席特急料金が必要。「みずほ」「さくら」には自由席を含めて乗車できなかった。
2011年6月10日から期間を延長しつつ発売されていたが、2015年3月31日をもって発売を終了した。なお、2014年11月1日（11月8日利用分）から、商品券を除いたほぼ同等の割引きっぷとして「つばめ限定!九州ネット早特7」が発売されていた（2021年3月31日発売分をもって終了）。
有明2枚きっぷ
九州新幹線全線開業後、通勤・通学時間帯のみ運転を継続した特急「有明」の運行区間（吉塚駅・博多駅 - 長洲駅・熊本駅間）で発売されていた「2枚きっぷ」・「4枚きっぷ」を置き換える形で発売を開始した。利用条件は通常の2枚きっぷと同じで、いずれの発売区間も自由席タイプであった。
「有明2枚きっぷ」という名称ではあるが「有明」専用ではなく、「有明」以外の特急列車が運行されている区間ではその列車も利用できた。
2018年3月17日のダイヤ改正で「有明」が大牟田駅発の平日早朝上り1本のみの運転になったのに伴い、前日3月16日発売分をもって発売終了となった。
九州新幹線2枚きっぷ（自由席）・九州新幹線日帰り2枚きっぷ（自由席）
乗車券と新幹線普通車自由席特急券がセットになった回数券。
指定席用の設定はなく、乗車前に指定料金券を購入することで指定席に乗車できた。
博多駅・新鳥栖駅・熊本駅・鹿児島中央駅で在来線特急普通車自由席に乗り継ぐタイプも発売されていた。
『九州新幹線日帰り2枚きっぷ』は、博多駅 - 新鳥栖駅・久留米駅・筑後船小屋駅・新大牟田駅・新玉名駅の5区間の設定で、その名のとおり日帰り利用を前提に有効期間1日としたもの（同日であれば2人でも利用可）。同区間の「九州新幹線2枚きっぷ」と比較して20%から25%ほど廉価であった。
いずれのきっぷも博多駅をまたいで山陽新幹線区間に乗り継ぐことはできない。
2021年3月31日発売分をもって発売終了となった。
B&Sみやざき2枚きっぷ
九州新幹線の全線開通に合わせて発売された、九州新幹線博多駅 - 新八代駅間と、同駅で接続し宮崎県方面へ走る高速バス「B&Sみやざき号」をセットとした2枚綴りの回数券。
九州新幹線区間は「九州新幹線2枚きっぷ」に準じており、自由席が利用できる。「B&Sみやざき号」は全席指定であり、乗車前に別途座席指定が必要。
2022年3月31日発売分をもって発売終了となった。

## その他
乗車区間が山陽新幹線と九州新幹線にまたがるものについては、「新幹線往復割引きっぷ」の名称としてJR西日本と共同発売していたが、2021年3月31日で発売終了している。詳細は当該記事参照。